# Cima Canuti
La Cima Canuti (1773 m s.l.m.) è una montagna dell'Appennino Tosco-Emiliano, al confine tra l'Emilia-Romagna (in provincia di Parma) e la Toscana (in provincia di Massa-Carrara).

## Descrizione
Il versante nord della montagna è nel comune di Monchio delle Corti, il versante sud nel comune di Comano. Si trova all'interno del Parco Nazionale dell'Appennino Tosco-Emiliano, circa 1,5 km a est del monte Bocco e circa 400 m a ovest del monte Malpasso.
Poco al disotto della Cima Canuti, sul fondo di un'ampia conca glaciale, si trova il lago Palo, uno dei numerosi laghi del Parco regionale delle Valli del Cedra e del Parma, noto comunemente come "Parco dei Cento Laghi". Pur non essendo tra i più grandi, il lago Palo è considerato uno dei più belli dell'Appennino parmense. Dal lago Palo si diparte il Rio del Palo, affluente di destra del Cedra.